# René Dedieu
René Dedieu, né le 27 août 1898 à Cette (France) et mort le 21 novembre 1985 à Alès, est un footballeur international et entraîneur français.
Comme joueur, de 1920 à 1935, il évolue au poste de milieu de terrain, à Nîmes, Sète et Montpellier. Comme entraîneur, il réalise le premier doublé Coupe-Championnat en France en 1934 avec le FC Sète, et exerce au niveau professionnel jusqu'en 1959.

## Biographie
Natif de Sète (alors orthographié Cette) dans l'Hérault, René François Dedieu fait sa formation de footballeur au FC Sète, le club local, alors l'un des meilleurs en France. Il exerce la profession de limonadier en dehors des terrains. En 1920, il fait ses débuts en senior au SC Nîmes. Il revient en 1921 au FC Sète, qui remporte la DH de la Ligue du Sud-Est en 1922 et 1923 et dispute la finale de la Coupe de France en 1923 perdue face au Red Star (finale où il est titulaire). Il repart en 1923 à Nîmes.

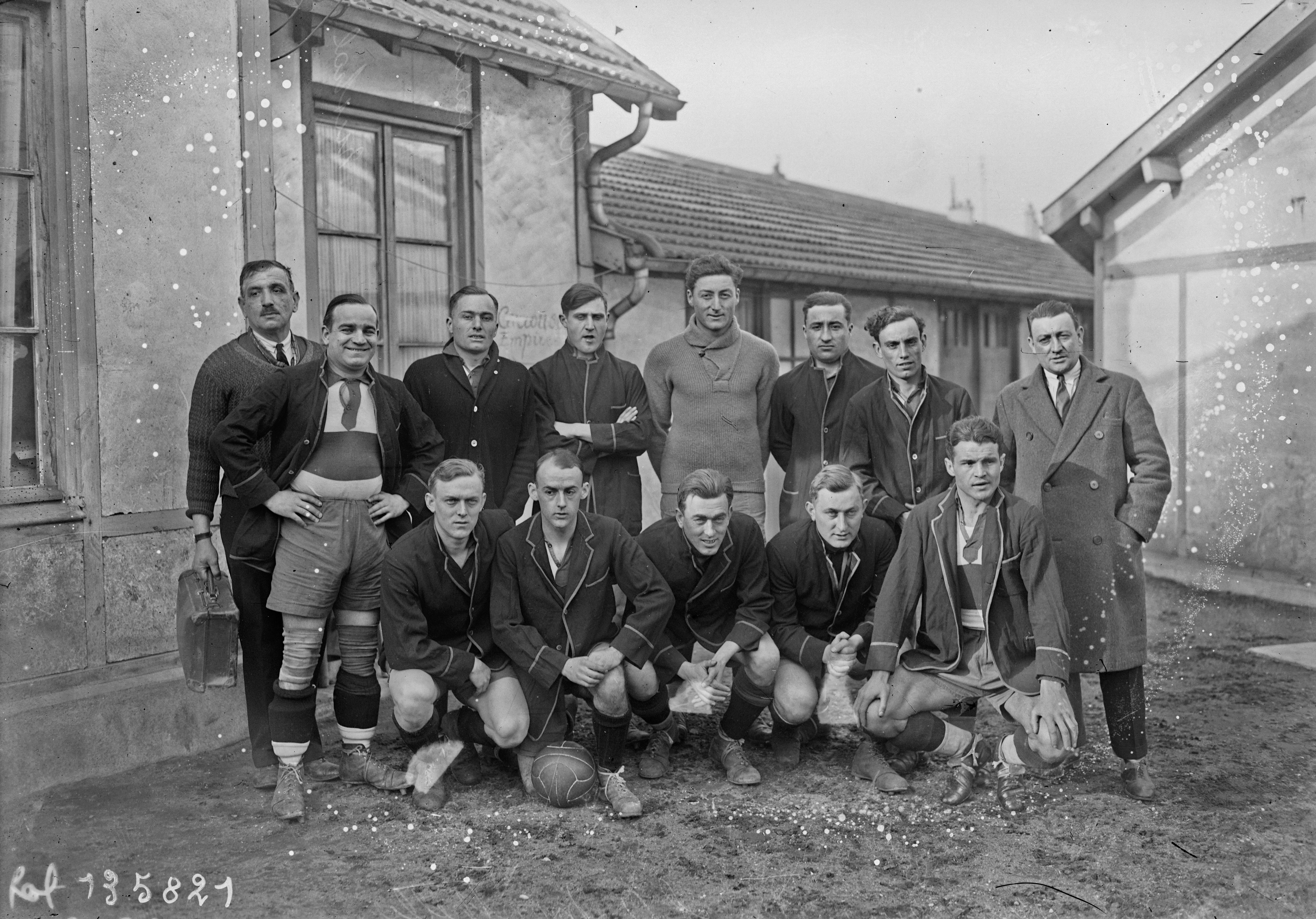
Le SO Montpellier en 1929. Dedieu est debout, le 3e en partant de la gauche.

En novembre 1924 il connaît sa première sélection en équipe de France, pour un match contre la Belgique. Il en honore quatre autres entre avril et juin 1926, et une dernière en juin 1927, contre la Hongrie. Il compte également plusieurs sélections en équipe de France B.
Il signe en 1926 au SO Montpellier comme entraîneur-joueur. Il y remporte la DH de la Ligue du Sud-Est en 1928 et 1932, et la Coupe de France en 1929 contre le FC Sète. En 1931, toujours entraîneur-joueur, il mène de nouveau son équipe en finale de Coupe de France mais s'y incline cette fois face au Club français.
En 1932-1933, il est le seul entraîneur français du nouveau Championnat de France professionnel, qui compte vingt équipes. Son équipe termine à un point de l'AS Cannes, finaliste malheureux du championnat.
La saison suivante, il est recruté par l'ambitieux FC Sète. Il joue toujours à l'occasion, mais de moins en moins souvent. Il y réalise pour sa première saison, en 1934, le premier doublé Coupe-Championnat de France (baptisé « Division nationale »). Il ne joue cette fois pas la finale de la coupe remportée face à l'Olympique de Marseille.
Il entame ensuite une longue carrière d’entraîneur. Il dirige en 1935-1936 le SO Montpellier, en deuxième division, en 1936-1937 l'Excelsior Roubaix-Tourcoing, en première division, puis de 1937 à 1945 l'Olympique alésien, d'abord en deuxième division puis pendant les championnats dits « de guerre ». En 1943-1944, il est affecté comme entraîneur à l'éphémère équipe fédérale Montpellier-Languedoc. En 1945, il est recruté par le FC Nancy avec lequel il remporte haut la main le championnat de deuxième division en 1946. De 1946 à 1948, il entraîne le Nîmes Olympique, en deuxième division, puis revient à l'Olympique alésien pendant deux saisons, Pierre Pibarot faisant le chemin inverse. En 1950-1951, il dirige Agde, en Division d'honneur du Sud-Est, puis le FC Grenoble, la saison suivante, en D2. En 1952, il est engagé par l'AS Saint-Étienne comme directeur sportif.
En 1953 il revient à l'Olympique alésien. Après une première saison difficile, les résultats s'améliorent chaque année, jusqu'à ce qu'Alès remporte le championnat de deuxième division en 1957. Il poursuit son travail pendant deux saisons en première division et arrête sa carrière d'entraineur, après la relégation et le retour du club à l'étage inférieur, après une carrière d'entraîneur longue de plus de trente ans.

## Palmarès

### Joueur
- Vainqueur de la Coupe de France en 1929 (SO Montpellier)
  - Finaliste en 1923 (FC Sète) et 1931 (SO Montpellier)
- Champion de Division d'honneur de la Ligue du Sud-Est en 1922, 1923 (FC Sète) 1928, 1932 (SO Montpellier)

### Entraîneur
- Champion de France en 1934 (FC Sète)
- Vainqueur de la Coupe de France en 1934 (FC Sète)
- Vainqueur du championnat de France de deuxième division en 1946 (gr. Nord, FC Nancy) et 1957 (Olympique alésien)

## Statistiques
- 6 sélections en équipe de France A entre 1924 et 1927